# Crenúquids
Els crenúquids (Crenuchidae) són una família de peixos teleostis d'aigua dolça i de l'ordre dels caraciformes que es troba a l'est de Panamà i Sud-amèrica.

## Gèneres
- Ammocryptocharax (Weitzman & Kanazawa, 1976)[2]
- Characidium (Reinhardt, 1867)[3]
- Crenuchus (Günther, 1863)[4]
  - Crenuchus spilurus (Günther, 1863)[5]
- Elachocharax (Myers, 1927)[6]
- Geryichthys (Zarske, 1997)[7]
  - Geryichthys sterbai (Zarske, 1997)[8]
- Klausewitzia (Géry, 1865)[9]
  - Klausewitzia ritae (Géry, 1865)
- Leptocharacidium (Buckup, 1993)[10]
  - Leptocharacidium omospilus (Buckup, 1993)[11]
- Melanocharacidium (Buckup, 1993)[10]
- Microcharacidium (Buckup, 1993)[10]
- Odontocharacidium (Buckup, 1993)[10]
  - Odontocharacidium aphanes (Weitzman & Kanazawa, 1977)
- Poecilocharax (Eigenmann, 1909)[12]
- Skiotocharax (Presswell, Weitzman & Bergquist, 2000)
  - Skiotocharax meizon (Presswell, Weitzman & Bergquist, 2000)[13][14][15][16][17]